# Путна, Витовт Казимирович
Ви́товт Казими́рович Пу́тна (лит. Vytautas Putna, 12 апреля [31 марта] 1893 года, деревня Мацканцы, Малятская волость, Виленский уезд Виленская губерния, Российская империя — 12 июня 1937 года, Москва, СССР) — советский военный деятель; комкор (1935). Расстрелян в ходе репрессий в РККА (1937). После смерти Сталина посмертно реабилитирован (1957).

## Биография
Уроженец Виленской губернии, сын крестьянина-литовца. С ранних лет работал пастухом, затем чернорабочим, учеником сапожника и парикмахера в Риге, вечерами посещал ремесленную школу. По окончании Рижского коммерческого училища работал служащим конторы по писчебумажной торговле и ученик городской художественной школы в Риге. В середине 1913 года был арестован за революционную пропаганду и почти два года провёл в тюрьме. В 1915 году был призван в армию и направлен на германский фронт, был контужен, отравлен газами и попал в госпиталь. После выздоровления был направлен в школу прапорщиков Северного фронта. В начале 1917 года прапорщик Путна был направлен в один из полков 12-й армии. Вскоре за боевые заслуги его производят в подпоручики, доверяют командование батальоном 40-го Туркестанского стрелкового полка. В феврале 1917 вступил в РСДРП, большевик.
В апреле 1918 года в Полоцке вместе со своим батальоном добровольно вступил в Красную армию. С мая 1918 года — военком Витебского военного комиссариата, с 21 августа 1918 года военком 1-й Смоленской пехотной дивизии, с 21 сентября комиссар Правобережной группы войск Казанской группы Восточного фронта, с 3 ноября 1918 по май 1919 года военный комиссар 26-я стрелковой дивизии (c 3 по 7 ноября 1918 года называлась 1-й Смоленской пехотной), с мая 1919 года — командир 228-го Карельского полка, с июля — командир 2-й бригады этой дивизии, с 17 декабря 1919 по 8 сентября 1922 года — начальник, с 19 марта по 11 сентября 1920 года одновременно военком 27-й Омской стрелковой дивизии действовавшей на Восточном фронте против колчаковцев.
Участник советско-польской войны 1920—1921, подавления Кронштадтского восстания (1921) и подавления крестьянских восстаний на Нижней Волге.
В 1923 году примыкал к троцкистской оппозиции, от которой впоследствии отошёл. Учился на Военно-академических курсах высшего комсостава РККА при Военной академии РККА (1922—1923)). С мая 1923 года — начальник и военком 2-й Московской пехотной школы, с апреля 1924 года — начальник и комиссар Управления по боевой подготовке РККА (секретарь ГУКа), с ноября 1924 года — помощник инспектора РККА по пехоте.
Военный советник в Китае с 1924 по 1925 год. Первый руководитель Калганской группы военных советников.
С октября 1925 года — заместитель начальника Главного управления РККА, с ноября — заместитель начальника Управления военно-учебных заведений РККА, с октября 1926 года — заместитель начальника Управления военно-учебных заведений ГУ РККА. С февраля 1927 года командир и военком 2-го стрелкового корпуса. С июня 1927 года в распоряжении ГУ РККА.

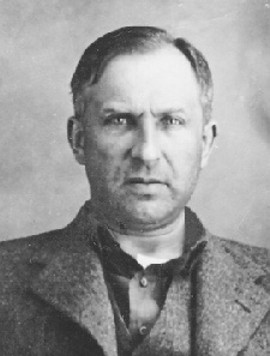
Витовт Путна после ареста НКВД 1936

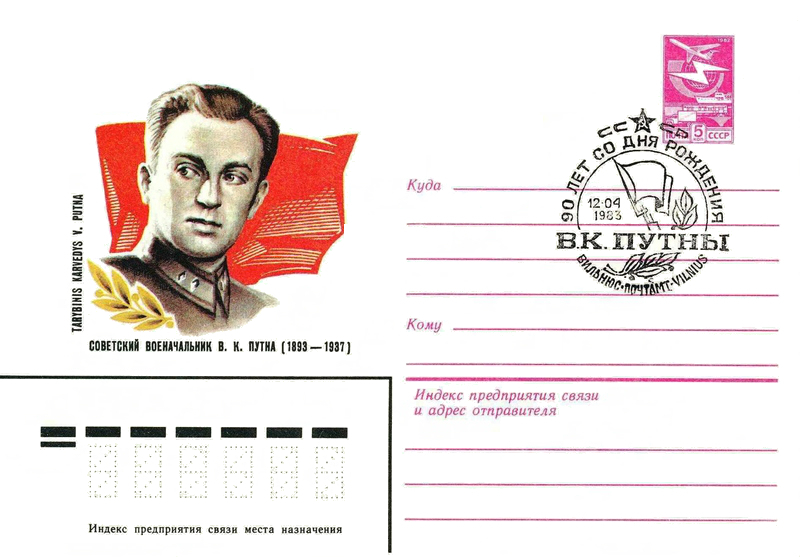
Художественный маркированный конверт 1982 года. Советский военачальник В. К. Путна (1893—1937)

С августа 1927 года — военный атташе при полпредстве СССР в Японии, с ноября 1928 года в Финляндии, с мая 1929 года в Германии), с марта 1931 года в распоряжении наркома по военным и морским делам СССР.
С июля 1931 года — командир и военком 14-го стрелкового корпуса, с января 1932 года — командующий Приморской группой войск ОКДВА.
С июля 1934 года — военный атташе при полпредстве СССР в Великобритании. Приказом народного комиссара обороны СССР № 2395 от 20 ноября 1935 года присвоено воинское звание комкор.
В 1936 году отозван в СССР и 20 августа 1936 года арестован (См. Дело Тухачевского).
Признал себя виновным в участии в антисоветском, троцкистском, военно-фашистском заговоре. Вместе с М. Н. Тухачевским, И. Э. Якиром, И. П. Уборевичем Специальным присутствием Верховного суда СССР 11 июня 1937 приговорён к смертной казни и в ночь на 12 июня расстрелян в подвале Военной коллегии Верховного Суда СССР. Реабилитирован 15 января 1957 года.
Жена — Наталья Павловна Путна (1893 г.р.) в июле 1937 года была осуждена как член семьи изменника Родины к восьми годам лагерей.
Дети: Нина, Алик. Наталья Павловна упоминается в статье Ганина А.В. "Людей арестовывали каждую ночь..." Воспоминания вдовы комдива А.М. Вольпе о Большом терроре против высшего комсостава РККА и о лагерной жизни // Ежегодник Государственного архива Российской Федерации: публикации, исследования, рецензии. Гл. ред. С.В. Мироненко. М., 2023. С. 258-290.

## Сочинения
- Путна В. К. К Висле и обратно. — М.: Военный вестник, 1927. — 244 с. — 5000 экз.
- Путна В. К. Восточный фронт. (Штрихи). — 2-е изд., значит. доп. — М.: Военный вестник, 1927. — 92 с.
- Путна В. К. Восточный фронт. (Штрихи) / Предисл. ген. И. Тюленева. — 2-е изд. — М.: Воениздат, 1959. — 64 с.
- Путна В. К. Пятая армия в борьбе за Урал и Сибирь. В первые дни. На польском фронте. Кронштадт 16—18 марта 1921 г. // Этапы большого пути / Ред.-сост. канд. ист. наук подполк. В. Д. Поликарпов. — М.: Воениздат, 1962. — С. 343—352, 353—355, 356—358, 359—385. — 528 с. — 25 000 экз.

Дело Путны упоминается в рассказе Варлама Шаламова «Ожерелье княгини Гагариной».

## Награды
- Орден Красного Знамени РСФСР № 1767, приказ РВСР № 370 от 31 июля 1920 года[10].

«Награждаются орденом Красного Знамени начальники дивизий: …27-й — т. Путна Витовт Казимирович… — за многочисленные подвиги в боях и продолжительную боевую деятельность на разных должностях, причём тт. Путна, Лапин, Гайлит и Татаринцев были ранены в делах против неприятеля»;
- Орден Красного Знамени РСФСР № 84 «2», приказ РВСР № 311 от 14 ноября 1921 года[11][5].

«Награждается вторично орденом Красного Знамени начальник 27-й Омской стрелковой дивизии тов. Путна Витовт Казимирович за нижеследующие отличия. Тов. Путна в боях под Варшавой в июле, августе и сентябре месяцах 1920 г., руководя действиями дивизии, выказал особое мужество и храбрость при отбитии целого ряда контратак противника особо ожесточённых: 20 июля под гор. Слоним и 25 июля у м. Свислочь; причём в последнем бою было захвачено 200 пленных, 5 офицеров, 1 генерал, одно орудие, 5 автомобилей и несколько пулемётов. При преследовании неприятеля частями 27-й стрелковой дивизии 27 июля в упорных боях в районе Бернатский мост захвачено: 6 орудий, пулеметы и значительное количество пленных. Была форсирована после трехдневных упорных боёв р. Буг. Затем 27-я дивизия, сломив ожесточенное сопротивление противника, овладела городами: 6 августа — Соколов, 10 — Венгров и 13 — Радимин, захватывая каждый раз пленных, пулемёты и военную добычу»;
- Орден Красного Знамени РСФСР № 4 «3», приказ РВСР № 311 от 14 ноября 1921 года[5].

«Награждается в третий раз орденом Красного Знамени начальник 27-й Омской стрелковой дивизии тов. Путна Витовт Казимирович за то, что 17 марта 1921 г. при наступлении на мятежный Кронштадт проявил исключительную воинскую доблесть и мужество. Несмотря на то, что в этот день под командой тов. Путна не было никаких частей, так как 79-я бригада была подчинена командюжгруппы, а 80-я — тов. Дыбенко, тов. Путна всё же счёл своим долгом быть в рядах бойцов, воодушевляя своим примером красноармейцев и укрепляя в них воинский дух и отвагу. Во время боя тов. Путна лично поддерживал связь со спасательной станцией, помогая телефонистам налаживать связь. Когда же телефонная связь прекратилась, тов. Путна лично установил связь с действующими войсками, размещал сам красноармейцев. Затем тов. Путна, приняв командование над 79-й бригадной школой, подвергшейся сильному артиллерийскому обстрелу, рассыпал её в цепь и поддерживал в ней боевой порядок. Во всё время боя тов. Путна проявлял исключительную энергию и самоотверженность, подвергая свою жизнь опасности и стремясь своим личным повелением обеспечить и ускорить победу»;
- Орден Трудового Красного Знамени БССР, постановление ЦИК БССР от 5 ноября 1932 года[12].